# Anolis cryptolimifrons
Espèce
Synonymes
- Norops cryptolimifrons (Köhler & Sunyer, 2008)

Anolis cryptolimifrons est une espèce de sauriens de la famille des Dactyloidae. 

## Répartition
Cette espèce se rencontre au Costa Rica et dans la province de Bocas del Toro au Panama.

## Publication originale
- Köhler & Sunyer, 2008 : Two new species of Anoles formerly referred to as Anolis limifrons (Squamata: Polychrotidae). Herpetologica, vol. 64, no 1, p. 92-108.